# Heli Malongo Airways
Heli Malongo Aviação e Serviços de Angola, Lda est un opérateur d'affrètement aérien dont le siège est à Luanda, en Angola, qui propose des vols en soutien à l'industrie pétrolière en Angola depuis sa base à l'aéroport de Cabinda.

## Histoire
Au salon aéronautique de Farnborough de 2008, Heli Malongo signe un accord avec Sikorsky Aircraft Corporation portant sur trois Sikorsky S-76C++. La compagnie aérienne effectue cet achat afin de mettre en place le premier service de recherche et de sauvetage en Angola, permettant à la société de soutenir davantage l'industrie pétrolière en plein essor en Angola. Les trois hélicoptères ont été livrés à Heli Malongo lors d'une cérémonie à Coatesville en Pennsylvanie en janvier 2011.

## Flotte

### Actuelle
En janvier 2023, la flotte Heli Malongo Airlines se compose des avions suivants avec un âge moyen de 12,7 ans :

### Ancienne
La flotte de la compagnie se compose, en août 2019, des avions suivants : 